# Mäebe
Koordinaten: 57° 58′ N, 22° 8′ O
Mäebe (deutsch Mäpel) ist ein Dorf (estnisch küla) auf der größten estnischen Insel Saaremaa. Es gehört zur Landgemeinde Saaremaa (bis 2017: Landgemeinde Torgu) im Kreis Saare. Mäebe ist nicht zu verwechseln mit Viidu-Mäebe, das ebenfalls auf der Insel Saaremaa liegt und bis 2017 Mäebe hieß.
Der Ort an der Ostküste der Halbinsel Sõrve hat 26 Einwohner (Stand 31. Dezember 2011).
Er liegt 36 Kilometer südwestlich der Inselhauptstadt Kuressaare.